# Baniana significans
Baniana significans är en fjärilsart som beskrevs av Walker 1858. Baniana significans ingår i släktet Baniana och familjen nattflyn. Inga underarter finns listade i Catalogue of Life.

## Bildgalleri

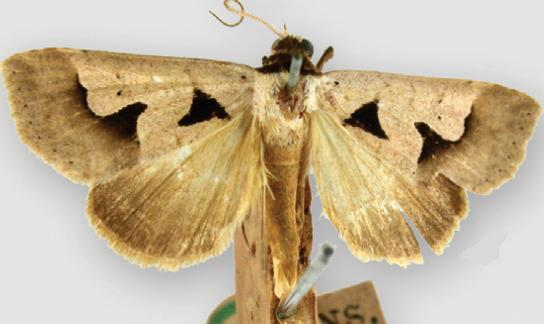